# Generalització (fal·làcia)
Una generalització falsa és una mena de fal·làcia en la que s'extreuen conclusions referents a conjunt molt grans d'elements a partir de una anàlisi de un o pocs elements del fenomen. És un tipus de fal·làcia molt usada en comunicació política per a desacreditar oponents i per la historiografia per a construir pseudo-història.